# Överdominans
I genetiken innebär överdominans att fenotypen för heterozygoterna (med avseende på ett enda lokus överträffar båda de motsvarande homozygoterna. Med andra ord innebär överdominans att individer med båda allelerna (genetiska varianterna) i detta lokus har en större överlevnadsduglighet än individer som har två identiska alleler. (Däremot kallas inte heterozygoters överlevnadsfördelar för överdominans, om de är helt beroende av genetiska skillnader på flera platser i genomet.) Överdominans har förmodats vara en av de bakomliggande mekanismerna vid heteros (det vill säga högre överlevnadsduglighet för hybrider).

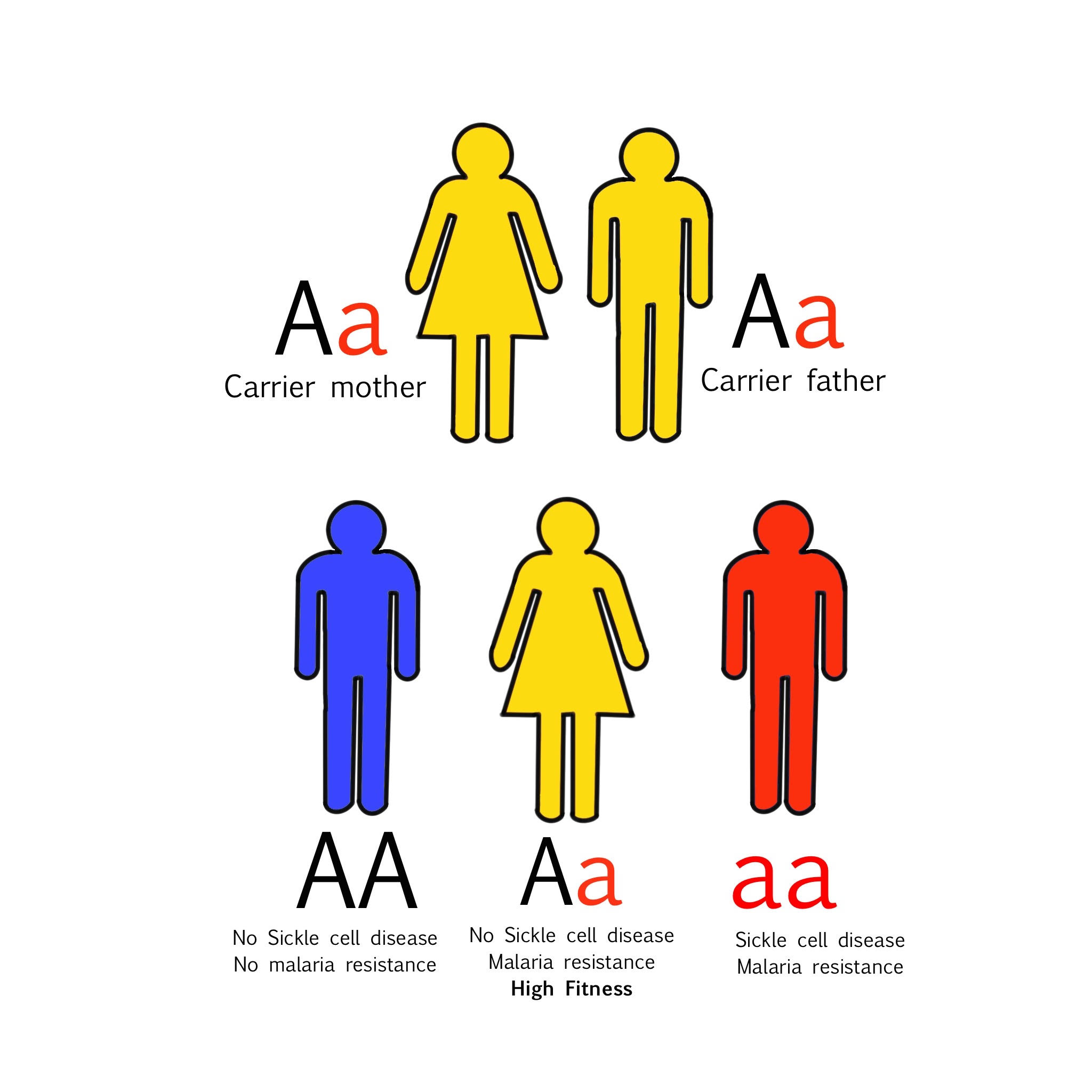
Sickelcellanemiöverdominans

## Exempel

### Sickelcellanemi
Ett exempel på överdominans i människors genetik ges av sickelcellanemi. Detta tillstånd bestäms av en enda polymorfism. De individer som bär på sickelcellanemianlag  har lägre förväntad livslängd; homozygoter dör oftast innan de fyller 50 år. Emellertid ger också denna allel ett visst skydd mot malaria. Därför har sickelcellanemianlag gynnats av det naturliga områden där malaria förekommer eller har förekoi sådan omfattning att detta åstadkommit ett kraftigt selektionstryck. Emellertid har homozygoter antingen inget skydd mot malaria eller en mycket allvarlig form av sickelcellanemi, medan heterozygoter har lindrigare fysiologiska effekter och ett ganska gott skydd mot malaria.

### Histokompatibilitetskomplexet hos laxartade fiskar
Gener för histokompatibilitetskomplex (MHC) uppvisar kraftig variation, vilket i allmänhet antas bero på att heterozygota individer i större omfattning än heterozygoterna urskiljer peptider. I fjällrödingsbestånd i Finland hade fiskar som var heterozygota med avseende på MHCalleler färre cystor, växte sig större och hade större sannolikhet att överleva, vilket allt tydde på att de hade högre överlevnadsduglighet.

### Färgpolymorfism hosGymnadenia rhellicani
I orkidéarten Gymnadenia rhellicani styrs blommornas pigmentering av förändringar i aminosyrorna 612 och 663 i GrMYB1, som har betydelse för produktionen av antocyaninpigment. Röda blommor, som är heterozygota med avseende på alleler för svart och vit färg, har högre fortplantningsduglighet än de vita och svarta (homozygota) formerna, antagligen därför att de lockar till sig både bin och flugor som pollintörer. Sedan den vita allelen uppkommit, har andelen blommor av den röda fenotypen ökat i vildväxande populationer i flera alpområden.

## Polär överdominans
Polär överdominans är ett slags överdominans där antingen endast faderns eller endast moderns allel uttrycks i avkomman. Ett exempel på detta gavs av en berömd bagge (fårhane) vid namn Solid Gold och hans avkomma. Denna bagge var känd för sin muskulatur, som orsakades av en allel som uppkommit genom en mutation; men endast 15% av hans avkomma uppvisade samma drag. Solid Golds avkomma var av denna muskulaturfenotyp bara om de ärvde den muterade allelen från sina fäder men någon annan allel från sina mödrar; med andra ord, om de var av Cpat/Nmatgenotyp. Avkomma med genotyper som Cpat/Cmat, Npat/Nmat, and Npat/Cmat hade inte denna fenotyp.  

## Källnoter
Den här artikeln är helt eller delvis baserad på material från engelskspråkiga Wikipedia, Overdominance, 23 juli 2025.
1. ↑  Charlesworth, Deborah; Willis, John H. (November 2009). ”The genetics of inbreeding depression” (på engelska). Nature Reviews Genetics 10 (11):  sid. 783–796. doi:10.1038/nrg2664. ISSN 1471-0056. PMID 19834483. https://www.nature.com/articles/nrg2664.
2. ↑  Parsons, P. A.; Bodmer, W. F. (April 1961). ”The Evolution of Overdominance: Natural Selection and Heterozygote Advantage” (på engelska). Nature 190 (4770):  sid. 7–12. doi:10.1038/190007a0. ISSN 0028-0836. PMID 13733020. Bibcode: 1961Natur.190....7P. https://www.nature.com/articles/190007a0.
3. ↑  Timberlake, W.E. (2013) (på engelska), Heterosis, Elsevier, s. 451–453, doi:10.1016/b978-0-12-374984-0.00705-1, ISBN 978-0-08-096156-9, https://linkinghub.elsevier.com/retrieve/pii/B9780123749840007051, läst 4 november 2022
4. ↑  Aidoo, Michael; Terlouw, Dianne J; Kolczak, Margarette S; McElroy, Peter D; ter Kuile, Feiko O; Kariuki, Simon; Nahlen, Bernard L; Lal, Altaf A;  et al. (April 2002). ”Protective effects of the sickle cell gene against malaria morbidity and mortality” (på engelska). The Lancet 359 (9314):  sid. 1311–1312. doi:10.1016/S0140-6736(02)08273-9. PMID 11965279. https://linkinghub.elsevier.com/retrieve/pii/S0140673602082739.
5. ↑  Kekäläinen, Jukka; Vallunen, J. Albert; Primmer, Craig R.; Rättyä, Jouni; Taskinen, Jouni (2009-09-07). ”Signals of major histocompatibility complex overdominance in a wild salmonid population”. Proceedings of the Royal Society B: Biological Sciences 276 (1670):  sid. 3133–3140. doi:10.1098/rspb.2009.0727. PMID 19515657.
6. ↑  Kellenberger, Roman T.; Byers, Kelsey J. R. P.; De Brito Francisco, Rita M.; Staedler, Yannick M.; LaFountain, Amy M.; Schönenberger, Jürg; Schiestl, Florian P.; Schlüter, Philipp M. (2019-01-08). ”Emergence of a floral colour polymorphism by pollinator-mediated overdominance” (på engelska). Nature Communications 10 (1):  sid. 63. doi:10.1038/s41467-018-07936-x. ISSN 2041-1723. PMID 30622247. Bibcode: 2019NatCo..10...63K.
7. ↑  Oczkowicz, M. (2009-01-23). ”Polar overdominance – a putative molecular mechanism and the new examples in mammals” (på engelska). Journal of Animal and Feed Sciences 18 (1):  sid. 17–27. doi:10.22358/jafs/66362/2009. ISSN 1230-1388. http://www.jafs.com.pl/Polar-overdominance-a-putative-molecular-nmechanism-and-the-new-examples-in-mammals,66362,0,2.html.